# Стратег
Стратег (др.-греч. στρατηγός «воевода, военачальник, полководец»; от στρατός «войско» + ἄγω «вести, веду») — в древнегреческих полисах главнокомандующий войском с полномочиями распоряжаться финансами и вершить суд во вверенном ему войске, а также строить внешние отношения в пределах, необходимых для достижения задач, поставленных перед вверенным ему войском. В Афинах стратегом обычно назывался также и командующий флотом.
Стратегами также назывались в Эллинистическом Египте назначаемые царями Птолемеями представители греко-македонской администрации в областях страны — номах.

## История
Должность стратега была повсеместной: имеются сведения о существовании её в ионийских городах Малой Азии (в конце VI века до н. э.), в Аргосе, где было 5 стратегов, в Сиракузах, Беотии, и так далее; кроме того, упоминаются стратеги как руководители союзов (аркадского, акарнанского, эпирского, ахейского, этолийского, фессалийского и прочих).
В Афинах стратегия была высшей государственной должностью благодаря возможности влиять на законодательство и праву занимать должность несколько раз подряд (например, Перикл был стратегом подряд 15 лет, Фокион — 45 раз в течение жизни). Со времени Клисфенова законодательства стратегов было, по числу фил, десять, и это число удержалось, пока существовала коллегия (до 52 или 42 г. до н. э.). Кроме обычной квалификации, которая предъявлялась ко всем афинским магистратам, стратег должен был иметь собственность в Аттике (при Драконте — не менее 100 мин) и законных сыновей в возрасте не моложе десяти лет.
В стратеги выбирались обыкновенно лица старше сорока лет. При Клисфене стратеги выбирались по филам, из каждой по одному; в IV веке до н. э. выбор стратега происходил в народном собрании. В день вступления в должность стратеги приносили присягу; по сложении должности они давали отчёт; кроме того, в каждую пританию производилось поверочное голосование (др.-греч. έπιχειροτονία) для служебной ревизии. Если относительно кого-либо голосование давало дурной результат, дело рассматривалось в народном суде и соразмерно вине назначалось наказание; в случае оправдания такой стратег снова вступал в свою должность.
Всего важнее было право стратега созывать народное собрание (лат. ius cum populo agendi), которое по предложению стратега утверждало смету военного ведомства и решало многие вопросы внешней политики (заключение договоров, объявление войны и прочее). Помимо законодательных функций, стратеги имели широкий круг административных обязанностей военного, судебного и финансового характера. Они производили набор войска из граждан и союзников, были исполнителями договоров, заботились о соблюдении клятв и религиозных формальностей при заключении договоров, распоряжались сметными суммами, чрезвычайными поступлениями (из добычи, штрафов и уплаты за конвоирование во время войны коммерческих судов), отвечали за поставку хлеба в Афины, назначали триерархов, вели процессы, связанные с распределением триерархий, имели верховный надзор за деятельностью симморий и разбирали спорные дела о взимании прямой подати на военные надобности.
Помимо руководительства упомянутыми процессами, стратеги имели уголовную юрисдикцию в военных делах (по обвинению в неучастии в походе, дезертирстве, трусости) и право налагать наказания, включая смертную казнь (за измену), а также награждать; по представлению стратегов проходили за счёт государства похороны лиц, павших на поле битвы. Как распределялись эти функции между членами коллегии, с точностью сказать трудно. По Аристотелю («Афинская полития»), один из стратегов (вероятно — высший) избирался к гоплитам, один для охраны страны, два для Пирея, один для симморий; остальные пять посылались в поход, если того требовали обстоятельства.
Упоминаются ещё стратеги для приготовлений к войне, для наёмных войск, для флота. Внешними знаками различия стратегов были хламида и венок. Они имели почётное место в театре, участвовали в процессии на Панафинейском празднике, имели казённый стол в στρατηγήϊον и питание; за особые отличия стратеги награждались статуями. В случаях особо важных и во время опасных войн стратеги получали ещё большие полномочия и могли действовать самостоятельно, без предварительного решения и согласия совета и народного собрания (греч. στρατηγον αύτοκράτορες).

## Стратеги в Эллинистическом Египте
В Египте при Птолемеях стратеги были наместниками номов и стояли под начальством эпистратегов трёх округов Египта (Фиваиды, Гептаномиды и Дельты).
К середине III века до н. э. к ним перешли полномочия верховной власти в номе от прежних управителей — номархов. Номархи стали постепенно уступать власть назначаемым в номы стратегам. Эти должности были введены Птолемеем I (правил в 323—283 годах до н. э.), как следствие завоевания Египта греко-македонянами. Стратег был военно-административной опорой Птолемеев и обеспечивал необходимый для правительства порядок и нормальное функционирование номовых ведомств. Птолемей II (правил в 285—246 годах до н. э.) окончательно распределил административные функции, номовые чиновники теперь формально подчинялись царю, а реально — назначаемому представителю царя — стратегу, к которому переходит военно-политическая власть в номе. Номарх становится управляющим царскими владениями, фактически его полномочия сводятся к функциям чиновника по сельскохозяйственному ведомству.

## Стратеги в Византии
В Византийской империи VII—X веков «стратиг» — наместник и главнокомандующий фемы (военно-административного округа), обладающий всей полнотой гражданской и военной власти. В византийской табели о рангах X века стратиг фемы относится к лицам первого класса, степени и чина. Однако с XI века они теряют власть и превращаются в начальников городских и крепостных гарнизонов, а с XII века должность в принципе исчезает.

## Материалы
- Gilbert, «Beiträge zur innern Geschichte Atticas im Zeitalter des Peloponnesischen Krieges» (стр. 1—72, Лпц., 1877)
- Beloch, «Die Attische Politik seit Pericles» (Anhang I, стр. 265—330, Лпц., 1884)
- Droys en, «Bomerkungen ü ber die Attischen Strategen», в «Hermes» (IX, Б., 1875)
- Fickelscherer, «Das Kriegswesen der Alten» (Лпц., 1888)
- Fischer, «Quaestionum de praetoribus Atticis Saec. V et VI Specimen» (Кенигсберг, 1881)
- Hauvette-Besnault, «Les stratèges Atheniens» (Пар., 1885)
- Swoboda, «Die politische Stellung der attischen Strategen» в «Rhein. Mus.» (XLV, 1890)
- Wilamowitz-Möllendorff, «Aristoteles und Athen» (Б., 1893).
- Ф. И. Успенский. Византийская «табель о рангах» (недоступная ссылка)
- Ф. И. Успенский. Византийская «табель о рангах — сравнительная таблица чинов» (недоступная ссылка)
- А. Меньшиков. Византийский военно-исторический словарь
- Обнорский Н. П. Стратег // Энциклопедический словарь Брокгауза и Ефрона : в 86 т. (82 т. и 4 доп.). — СПб., 1890—1907.
- С.Сорочан, В.Зубарь, Л.Марченко. Словарь исторических имен, названий и специальных терминов
- Словари национальной исторической энциклопедии
- А. Крюковских. Словарь исторических терминов, 1998 г.
- Б. Соловьёв. Краткий исторической словарь титулов, званий и чинов.